# Heskestads kommun
Heskestads kommun (norska: Heskestad kommune) var en kommun i Rogaland fylke i sydvästra Norge. Kommunen omfattade den västra delen av nuvarande Lunds kommun (Heskestads socken) samt mindre områden i den östra delen av nuvarande Eigersunds kommun. Byn Heskestad utgjorde kommunens centralort.

## Administrativ historik
Heskestads kommun upprättades den 1 januari 1838 (som Heskestad formannskapsdistrikt) när Formannskapslovene från 1837 trädde i kraft. 
Den 1 januari 1965 upplöstes kommunen och delades. Huvuddelen (med 547 invånare) fördes till Lunds kommun, medan Gyadalens och Grøsfjells kretsar (med 114 invånare) fördes, tillsammans med kommunerna Egersund och Helleland, till Eigersunds kommun. Kommunen hade vid delningen totalt 661 invånare.